# شقران ياباني
شقران ياباني (الاسم العلمي: Puccinia japonica) هو نوع من الفطريات يتبع جنس الشقران من الفصيلة الشقرانية.